# Ohranitveno stanje
Stanje ohranitve vrste je kazalnik verjetnosti, da bo vrsta danes ali v prihodnosti preživela. Na oceno stanja ohranitve vplivajo številni dejavniki; ne le število osebkov, temveč tudi naraščanje ali padanje populacije skozi čas, hitrost uspešnega razmnoževanja, poznani dejavniki ogroženosti in drugo.
Na svetu najbolj poznani sistem za naštevanje in opredeljevanje stanja ohranitve je Rdeči seznam IUCN, obstajajo pa tudi bolj specializirani sistemi, kot npr. CITES.